# Origen
Origen, Origen Adamantius ali Origen Aleksandrijski, krščanski filozof, teolog, spoznavalec in cerkveni oče, * okoli 185, Aleksandrija, (Egipt, Rimsko cesarstvo), † okoli 253 Tir (Libanon, Rimsko cesarstvo).

## Življenje
Med cerkvenimi očeti zavzema Origen pomembno mesto. O malokaterem antičnem avtorju se ve več kot o njem, in to po zaslugi Evzebija Cezarejskega, ki je bil eden njegovih najbolj navdušenih in neomajnih občudovalcev.
Njegovo grško ime Origenes (starogrško Ὠριγένης) najbrž pomeni Horusov otrok (starogrško Ὡρος – Horus, in starogrško γένος – rojen).
Njegov nadevek ali priimek Adamantius izhaja iz grščine starogrško ἀδάμας: adamas, kar pomeni Jeklenega človeka.

### Mladost in očetovo mučeništvo
Origenova družina je že bila krščanska in oče Leonid (tudi Leonida ali Leonidas) je umrl kot mučenec. Pravijo, da je vsak večer poljubil spečega sina Origena na prsi in rekel: Objemam Trojico, ki prebiva v tebi! Kakršen oče, takšen sin.
Mladi Origen je odraščal v ozračju gorečnosti in verskega zanosa. Njegova mati je morala skriti mladeničevo obleko, da bi mu preprečila, javiti se oblastem, ko je nastalo preganjanje kristjanov. Njegov prvi spis je leta 202 napisano pismo očetu v zaporu, kjer ga spodbuja k stanovitnosti. V tem preganjanju je hotel cesarski namestnik Let (Laetus) kristjane v Egiptu popolnoma zatreti. Iz vseh egiptovskih pokrajin so jih gnali v Aleksandrijo, kjer so jih na tisoče mučili in umorili. Tudi Leonida so zgrabili in vrgli v ječo. Svoje življenje je bil sicer pripravljen darovati za Kristusa; skrbelo ga je pa, kaj bo z družino. Zavedal se je, da zapušča vdovo in sedem nepreskrbljenih otrok, od katerih je bil sedemnajstletni Origen najstarejši. Vedel je, da mu bo zaplenjeno premoženje in družina pahnjena v skrajno bedo. Mladi Origen je čutil očetovo skrb; zato mu je pisal v ječo, naj ne bo v skrbeh zanje in naj bo stanoviten. In res je ostal Leonid stanoviten in je vse pretrpel za Kristusa. Bil je obglavljen leta 203.
Ob očetovi smrti je država res  zasegla vso družinsko posest, kar je povzročilo hudo revščino. Bogata aleksandrijska vernica se je ponudila za pomoč, toda pripadala je gnostični šoli učitelja Pavla. Origen je odločno odklonil pomoč drugoverke. Čistost vere je bila zanj najdragocenejša dobrina. Sebe in družino je preživljal najprej s poučevanjem svetnih znanosti, nato pa s pripravljanjem katehumenov na krst.

### Uspešen predavatelj
Origena je kar razžiralo od želje po učenju in poučevanju, kakor tudi po askezi. Njegovo goreče življenje in zgodnja dozorelost sta prepričala aleksandrijskega škofa Demetrija, da je zaupal mladeniču katehetsko šolo, kjer so se pripravljali katehumeni za krst. Mladi veroučitelj je podvojil evangeljsko gorečnost in se začasno odpovedal posvetni kulturi, prodal vse rokopise grških pisateljev, pesnikov in filozofov, do katerih se  je le s težavo dokopal. Živel je kot asket.
Mladi katehist je žel bleščeče uspehe; njegov talent in njegov kot oglje žareč pogled sta morala očarati strastno in navdušeno občinstvo, med katerim so se drenjale mlade Egipčanke, odišavljene z mošusom. Viri poročajo, da se je odločil za skrajno rešitev: žrtvoval je svojo moškost, da bi bil prostovoljni skopljenec (evnuh) za nebeško kraljestvo. Sledil je črki evangelija brez vsake alegorije.
Aleksandrijska šola, imenovana Didaskalej, je dosegla takšen ugled, da je bilo potrebno ločiti predavanja. Origen je zaupal začetnike Heraklu, zase pa izbral nadaljevalni tečaj. Da bi mogel odgovarjati svojim slušateljem, ki so bili navajeni filozofije, je vstopil v šolo k platonskemu filozofu Amoniju Sakasu in se odpravil na več študijskih potovanj. Mladi učitelj je šel med drugim v Rim, da bi spoznal najuglednejšo Cerkev in njenega škofa. Poklicali so ga tudi v Arabijo na teološki posvet. Za nekaj časa se je naselil v Palestini, kjer ga je cezarejski škof prosil, naj bi v cerkvi predaval o Svetem pismu. V tistem času je bilo nekaj nezaslišanega, da bi kak laik pridigal v cerkvi. Njegov aleksandrijski ordinarij mu je to zameril in je mladega teologa poklical nazaj. Origen je torej v Aleksandriji nadaljeval s predavanji.

### Duhovnik
Ko se je leta 230 vrnil v Cezarejo, v mesto severovzhodno od Jeruzalema - tedaj je imel 47 let - sta ga cezarejski in jeruzalemski škof posvetila v duhovnika, da bi mu olajšala pridiganje. To pa je sprožilo protest v Aleksandriji: posvetiti evnuha! Tamkajšnji škof mu je takoj prepovedal opravljati duhovniško službo in ga izgnal. Origen se je tedaj dokončno nastanil v Cezareji v Palestini. Tam je odprl šolo in nadaljeval s poučevanjem.  Iz svoje šole je ustvaril najbolj bleščeče intelektualno in teološko središče krščanstva. Dosegel je polno zrelost svoje misli v polnosti svoje vere. Povsod so poznali tega teologa in od povsod so ga prihajali spraševat za nasvet. Istočasno se je ukvarjal z raziskovanjem in z oznanjevanjem. Vsako jutro je skupnosti razlagal Sveto pismo. Preostali čas je posvečal svojim spisom.

### Cesarjeva mati Julija Mameja in Origen
Papež Urban I. je vodil Cerkev v času cesarja Aleksandra Severa (222–235), ki je bil ves čas svojega vladanja pod močnim vplivom matere Julije Mameje. Ta je bila povezana z rimskim duhovnikom in pisateljem Hipolitom, ter aleksandrijskim učenjakom Origenom. Cesar je po pričevanju spisa Historia Augusta »Judom ohranil posebne pravice, s kristjani pa je potrpel, da so«. Origen je v tem obdobju mogel neovirano razvijati svoje znanstveno delovanje ter utrjevanje krščanskega pogleda na svet.

## Origen in njegov nauk

### Razlaga svetega pisma
Origen je prvi veliki katoliški ekseget (razlagalec svetega pisma) v starem veku. Razlaganje je izvajal na treh ravneh: dobesedni, duhovni in moralni. On je tudi oče krščanske alegorije. Za primer lahko vzamemo slovenski prevod take razlage: Origen bere Pentatevh – Noetova barka, kjer so podane vse tri razlage.

### Origen sprejme papeževo opozorilo
Papež Fabijan je posegel tudi v daljni Egipt, kjer je takrat slovel Origen, eden največjih genijev, pisateljev in učiteljev stare krščanske dobe. Ko je ta priznani učitelj ter iskani voditelj aleksandrijske teološke šole - razen izredno globokih misli in dobrih razlag oznanjal tudi nekaj naukov, ki niso bili v skladu s tradicionalnim učenjem Cerkve, je na odločen papežev poziv poslal v Rim pismo v opravičilo.
Ta ponižna drža tega povsod iskanega učenjaka - da podredi svoj nauk in raziskovalno delo sodbi cerkvenega vodstva oziroma papeža, je značilna za Origena. Zato on formalno nikoli ni bil heretik, četudi so zlasti v poznejših stoletjih nekatere njegove trditve bile deležne ostrih kritik in bile celo obsojene kot heretične. V tem se Origen bistveno razlikuje od drugega cerkvenega učitelja, Tertulijana, ki takih opozoril ni sprejemal in je tudi formalno pretrgal zvezo s katoliško Cerkvijo ter pristal v montanistični hereziji.

### Češčenje Marije in svetnikov
Origen slavi Marijo »brezmadežno spočeto, v milosti ustvarjeno Devico, nedotaknjeno od strupenega zadaha greha, nezmožno zmote«; poveličuje tudi njeno ljubezen do Jezusa.
Ko razlaga evangelij po Mateju, v katerem angel opominja Jožefa, naj ne zapusti Marije, pravi:
 »Ta devica Marija se imenuje Mati edinorojenega Sina Božjega, vredna mati vrednega sina, brezmadežna mati brezmadežnega sina. Jožef, vzemi Marijo kot nebeški zaklad, izročen ti v varstvo, sprejmi ga kot vse bogastvo božanstva, kot polnost svetosti, kot popolno pravičnost. Sprejmi in ohrani jo kot bivališče edinorojenega Sinu Božjega, kot njegovo častito svetišče, kot dar Božji, kot njo, ki je lastnica stvarnika vseh stvari, kot brezmadežno bivališče kraljevega in nebeškega ženina.« 
Origenov učenec Arhelaj, mož bistrega uma, duhovit in ognjevit, je vneto in spretno zagovarjal Marijino slavo proti Maniju, začetniku manihejske herezije. Ta zagovor, ki se nam je ohranil do danes, je sklenil z besedami: 
»Vse naše upanje je odvisno od rojstva preblažene Device!«
Origen nadalje piše, da skupaj s človekom, ki pravilno moli, moli ne le veliki duhovnik Jezus Kristus, ampak molijo tudi angeli in duše pobožnih, ki so se že ločile od tega sveta. Utemeljenost priporočanja svetnikom vidi Origen v medsebojni povezanosti vseh udov Cerkve, ki s smrtjo posameznega kristjana ne preneha, ampak šele doseže svojo najvišjo stopnjo.

## Origen in origenizem

### Prvi nicejski koncilin Origenovo učenje
Na tem koncilu (325) se je pokazalo, da je Origenov vpliv na krščansko misel bil dolgotrajen in da ga je bilo mogoče razlagati na različne načine.
Udeleženci so imeli glede ključnega vprašanja tri bistvena stališča – eni so zagovarjali tudi stališča, ki jih je nekdaj razvijal Origen, čeprav jih verjetno niso vedno prav razumeli:
- Arijanci so tajili Kristusovo božanstvo; bilo jih je okrog dvajset škofov, ki jih je vodil vplivni Evzebij iz Nikomedije, kasnejši carigrajski patriarh, in duhovnik Arij.

- Kristjani so zagovarjali Kristusovo božanstvo. Vodil jih je patriarhi Aleksander iz Aleksandrije in še posebno mladi naddiakon Atanazij iz Aleksandrije, ki sicer ni imel ne sedeža ne glasu, a se je izkazal zaradi svoje vztrajnosti, dokazovanja in gorečnosti.

- Večina pa je zavzela neko sredinsko stališče. Pomembna skupina so bili Origenovi učenci, tako imenovani origenisti, ki so teološko stali nekje na sredini. Obe strani sta dokaze izvajali iz Origenovega učenja. Mnogi očetje so čutili, da Arij ne uči tradicionalnega nauka, vendar niso imeli dovolj bogoslovnega znanja, da bi to znali izraziti; spet drugi so imeli zgolj negotova mnenja in so menjavali strani glede na argumente. Ker Origen že sam razlaga sveto pismo na več načinov, ga je včasih težko prav razumeti in razlagati in zato se je to dogajalo tudi na tem koncilu.

### Posmrtna obsodba nekaterih Origenovih trditev
V času Anastazija I. (399-401) je nastala pisemska vojna, ki jo je začel ognjeviti Hieronim glede Origena zaradi njegovega dela De Principiis (Peri Archón). Hieronim se je iz Origenovega somišljenika kar naenkrat sprevrgel v njegovega nasprotnika. V to peresno vojno so se zapletli še škofje; tudi njihova mnenja so se razhajala. 
- Aleksandrijski škof Teofil je tako prepovedal branje vseh Origenovih spisov; to je bila torej prva cerkvena prepoved knjig ali „index”.
- Janez Zlatousti pa je opozoril na njihovo slovstveno vrednost in je opomnil duhovnike, naj se varujejo le nekaterih v spisih vsebovanih zmotnih naukov.
- Tega mnenja je bil tudi papež Anastazij. V okrožnici škofom je naštel Origenove zmote in jih obsodil – ni pa prepovedal branja spisov.
- Cesar Honorij je izdal celo odlok, s katerim je prepovedal Rufinovo prevajanje Origenovih del iz grščine v latinščino.[13]

### Benedikt XVI.o Origenu
Papež Benedikt XVI. je večkrat govoril o Origenu kot velikem krščanskem učenjaku in teologu. Od 7. marca 2007 do 25. junija 2008 je imel nagovore pri običajnih avdiencah v sredo o cerkvenih očetih. Dva od njih je namenil Origenu: 25. aprila in 2. maja 2007 je govoril o Origenovem življenju in delu.
V prvem nagovoru je poudaril, kako je Origen velik učitelj pravilnega razumevanja svetega pisma, v drugem pa njegov nauk o molitvi in Cerkvi.

## Dela

### Sveto pismo v središču
Sveto pismo je v središču njegovih spisov. To so opombe pri težjih mestih, razlage in homilije oziroma pridige. Od 574 govorov se nam jih je ohranilo 240.
Sveto pismo je zanj edina Knjiga. Stil tega moža, ki ne piše, ampak narekuje, je preprost. Ni govornik kot Avguštin, ni pesnik kot Gregor Nazianški. Govori v vsej zaupljivosti, kakor je to počel v tem stoletju Romano Guardini.
Urs von Balthasar piše o njem: »Aleksandrijčev glas je podoben suhemu in žgočemu puščavskemu vetru, ki včasih piha po Nilovi delti; nosi ga strast, v kateri ni nič romantičnega, čisti piš, ognjeni piš. Ne blesti, ampak gori.«
Ta človek Knjige, Biblije, ve, da je samo božji služabnik in da je njegova dolžnost, pripraviti srečanje dveh sobesednikov: božje Besede in Cerkve oziroma vernika. Zadosti mu je, če odpre poti, kakor jih je v puščavi Janez. Pripelje k Učitelju, potem pa se obzirno umakne. Poslušalci ga zalotijo, kako na skrivaj moli. Origen odpira Sveto pismo, da bi v njem srečal Božjo navzočnost. Ne more si zamisliti, da bi se eno samo ustvarjeno bitje pogubilo.

### Spisi
Njegovi spisi so izredno številni. Evzebij in Hieronim poročata o 2000 delih, ki so deloma izgubljena. Origen ni pisal, ampak je narekoval, kakor je bilo to tedaj v navadi. Tako je delal tudi veliki rimski govornik Cicero. Ambrozij, bivši gnostik, ki ga je Origen privedel k pravi veri, silno bogat mecen, mu je dal na razpolago skupino sedmih brzopiscev - stenografov bi rekli danes - ki so se po urah menjavali in pisali po njegovem nareku. Nič manj ni bilo prepisovalcev in deklet, ki so bila vešča lepopisja in so pisala čistopis za javnost. Stenografi so v naglici zabeležili tudi pridige in homilije.
Tega, kar se nam je ohranilo, je toliko, da tukaj ne moremo vsega našteti. Omenimo samo najvažnejše spise: 
- Hexapla (Heksapla, grško: Εξαπλά, Šesterno sveto pismo), kjer so bili poleg originalnega besedila s hebrejskimi in z grškimi črkami zapisani v stolpcih še štirje grški prevodi: Aquila, Symachus, Theodotion ter Septuaginta. Origen je v tem delu zasnoval razlago stare zaveze. Podal je tudi skrajšano izdajo Tetrapla (Četverno sveto pismo).
- Proti Celzu (latinsko: Contra Celsum, grško: Κατά Κέλσου); v tej razpravi zavrača grškega filozofa Celza in brani krščanstvo.
- O izvirih (latinsko: De principiis, grško: Περί των Πρώτων Αρχών) - ta razprava je mladostno delo, prva teološka suma v zgodovini. V njej predlaga kot predpostavko trditev o apokatastazi,  končnem odrešenju vsega stvarstva, ki je povzročila že ob izidu hudo kritiko; po treh stoletjih pa so ga zaradi nje obsodili.
- O molitvi  ter Spodbuda k mučeništvu (grško: Περί Προσευχής, Περί Μαρτυρίου) sta spodbudi k doslednemu krščanskemu življenju vse do mučeništva.

## Navedek
Hočem biti sin Cerkve; nočem biti znan kot ustanovitelj neke krive vere, ampak hočem nositi lepo Kristusovo ime. Hočem nositi to ime, ki ga slavi vsa zemlja. To je moja želja. Naj mi moj duh in moja dela dajo pravico, biti in imenovati se kristjan. (Homilija o Lukovem evangeliju 16) 

## Mučeništvo in smrt
Med preganjanjem pod cesarjem Decijem so Origena prijeli in prestal je strašna mučenja; izpolnjevale so se sanje njegovega življenja: svojo vero lahko izpoveduje tudi v mučeništvu. Samo za kratek čas je preživel to preizkušnjo. Izčrpan in bolan je umrl od posledic krutega mučenja kmalu zatem leta 253 v Tiru v današnjem Libanonu. Ker je pogumno pretrpel mučeništvo, nosi častni naslov spoznavalec.

### Spominski dan
27. april v evangeličanskem imenskem koledarju.

### Ocene
- Origen je bil največji učenjak in najplodovitejši pisec zgodnje Cerkve. Ni bil le globokoumen mislec, ampak tudi globoko duhoven in Cerkvi zvest mož.[17]
- Origen je eden najsilnejših genijev ne le v Cerkvi, temveč tudi v vsej človeški zgodovini. V krščanski antiki lahko z njim primerjamo samo Avguština: vendar je ta bolj patetičen, manj strog, bolj liričen in manj univerzalen kot aleksandrijski učitelj. Pri Origenu se genij nikoli ne kaže v bliskovitosti besede, ampak v razvnetosti misli. Zaradi bogastva njegovih darov in zaradi raznolikosti njegovega sloga se mu težje približamo. Origen se nam razkriva postopoma, daje se nam po malem, končno nas vse prepoji, kakor dišava. Bralec prestopa vedno nova vrata. Njegova utrdba nam pripravlja vedno nova odkritja.
- Po mnenju nekaterih patrologov so skopljenje podtaknili Origenu brez vsakršne osnove njegovi nasprotniki zgolj z namenom, da bi mu vzeli ugled in pravico do duhovništva.[18]
- Don Bosko zastopa v svoji Cerkveni zgodovini že v prvi polovici 19. stoletja Origenu naklonjeno stališče:

Ali nam lahko kaj poveste o Origenu in Tertulijanu? - 
Ta dva slavna pisatelja, ki sta iz antične dobe najdragocenejša  ne le po moči zgovornosti, ampak tudi po ostrini in jasnosti mišljenja, sta sčasoma zapadla v zmoto; vendar za Origena nekateri sklepajo, da so mu bile zmote, ki se nahajajo v njegovih knjigah, podtaknjene. To potrjuje tudi njegova odločnost, ki jo je kazal do konca življenja, da hoče umreti v naročju svete Cerkve.
- Slovenski teolog M. Špelič ocenjuje Origena takole:

TISTEMU, ki zna odkriti Origena, je nerazumljivo; kako umazan se mu zdi proces, ki so mu ga pripravili, kako nehvaležen odnos tistih, ki so ga razgalili pred samo sodbo in ki bi bili brez njega sami goli! Hieronim mu dolguje vse. Edino sodba moža, ki je zastavil mnogo truda, da bi povrnil aleksandrijskemu učitelju njegovo pravo mesto, edino sodba Ursa von Balthasarja, je videti nepristranska. Lahko je zapisal ugotovitev in ta sodba povzema vse: V Cerkvi ni človeka, ki bi bil ostal nevidno povsod prisoten, razen Origena.
Če je njegova duša podobna ognjenim vetrovom, ki vejejo iz puščave nad Nilovo delto, pa njegov nauk in njegovo branje Svetega pisma dasta misliti na morje, na Sredozemlje, kamor se izlivajo vode veletoka: obliva obale vzhoda in zahoda, in mi vsi, ljudje z obale, dihamo globlje, vidimo dlje, ker je tu morje.

- Po nekaterih virih je umrl v Cezareji ali njeni okolici.[21]